# Peelland
Het Kwartier van Peelland, ook wel Peel genoemd, vormde historisch tot aan het einde van de 18e eeuw het zuidoostelijke kwartier van de Meierij van 's-Hertogenbosch. De andere drie kwartieren waren: Kempenland, Oisterwijk en Maasland. Peelland is na 1795 nog altijd de benaming voor globaal het zuidoostelijke gedeelte van de Nederlandse provincie Noord-Brabant. De hoofdplaats van Peelland is Helmond.
De naam is afgeleid van de naam van een hoogveengebied dat de oostelijke grens van de streek vormt, de Peel. Peelland moet niet verward worden met dat hoogveengebied. In het dagelijks spraakgebruik wordt de streek ook weleens aangeduid met Peel, doch dit is feitelijk incorrect.

## Kwartier van Peelland
Het Kwartier van Peelland is de benaming voor het grootste van de vier kwartieren van de voormalige Meierij van 's-Hertogenbosch, die weer een onderdeel van het hertogdom Brabant vormde. De andere drie kwartieren van deze meierij waren Kwartier van Kempenland, Kwartier van Maasland en Kwartier van Oisterwijk.
De bestuurlijke hoofdplaats van Peelland was in de Middeleeuwen het plaatsje Sint-Oedenrode, dat zijn positie mogelijk ontleende aan de voormalige functie van hoofdzetel voor het Graafschap Rode. Dit graafschap Rode is mogelijk de voorloper van het kwartier Peelland. De costuijmen van het graafschap Rode waren namelijk van kracht voor een aantal Peellandse plaatsen, de zogenoemde consorten van Rode. Hieronder vielen Sint-Oedenrode, Liempde, Son en Breugel, Veghel en Erp, Schijndel, Stiphout, Lieshout, Aarle-Beek, Bakel, Deurne, Lierop, Tongelre, Nuenen, Gerwen en Nederwetten. Zij konden in hoger beroep gaan bij de zogenaamde hoofd- of leenbank van Sint-Oedenrode.
Later verschoof de geografische aanduiding van Peelland ietwat naar het zuidoosten van Brabant. De bestuurlijke rol van het kwartier werd overgenomen door Helmond, nu een van de belangrijkste plaatsen in Peelland en de zetel van de kwartierschout.